# Apatelodes satellitia
Apatelodes satellitia is een vlinder uit de familie van de Apatelodidae. De wetenschappelijke naam van de soort is, als Parathyris satellitia, voor het eerst geldig gepubliceerd in 1855 door Francis Walker.